# Strongyli Megistis

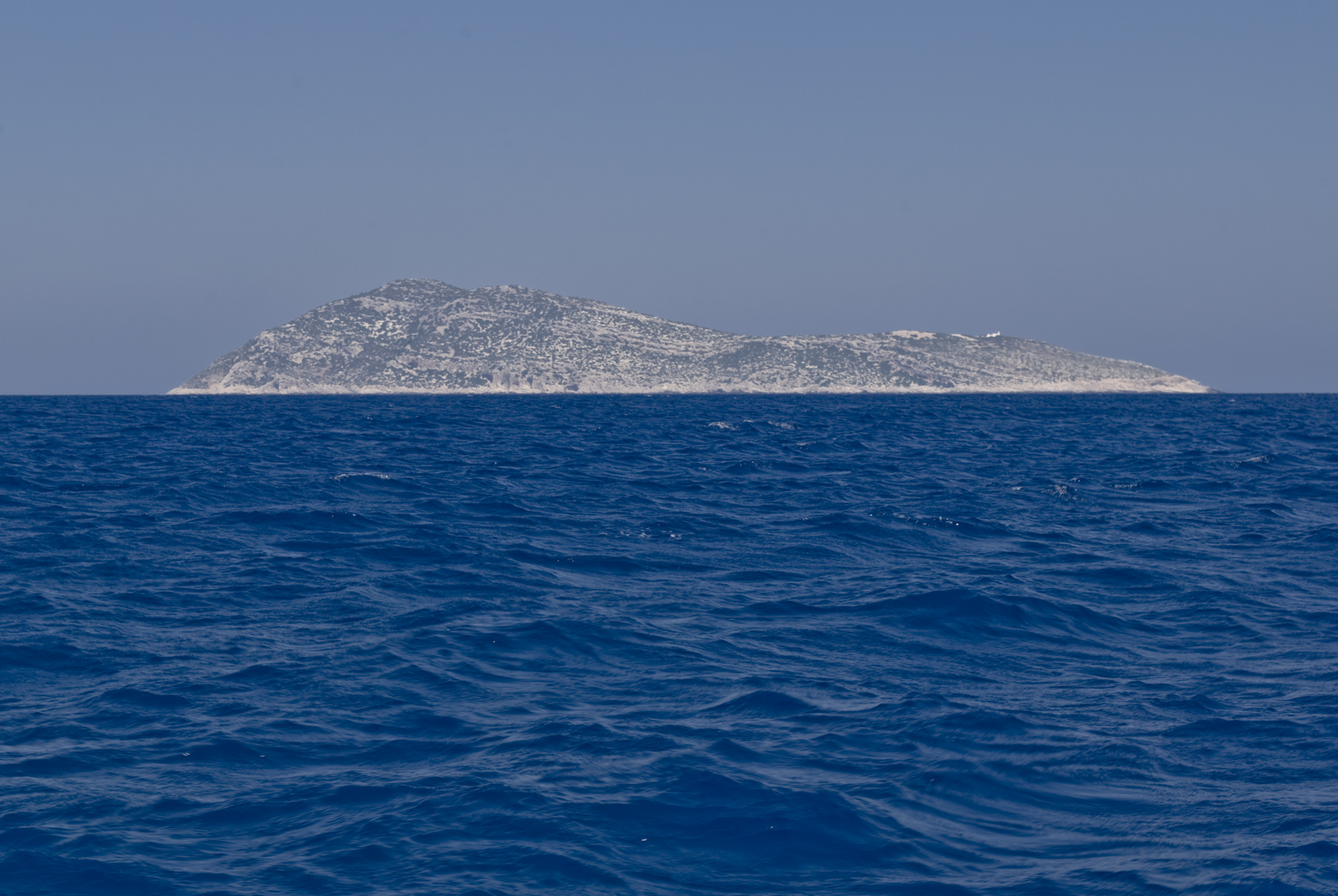
Het eiland Strongyli gezien van het westen

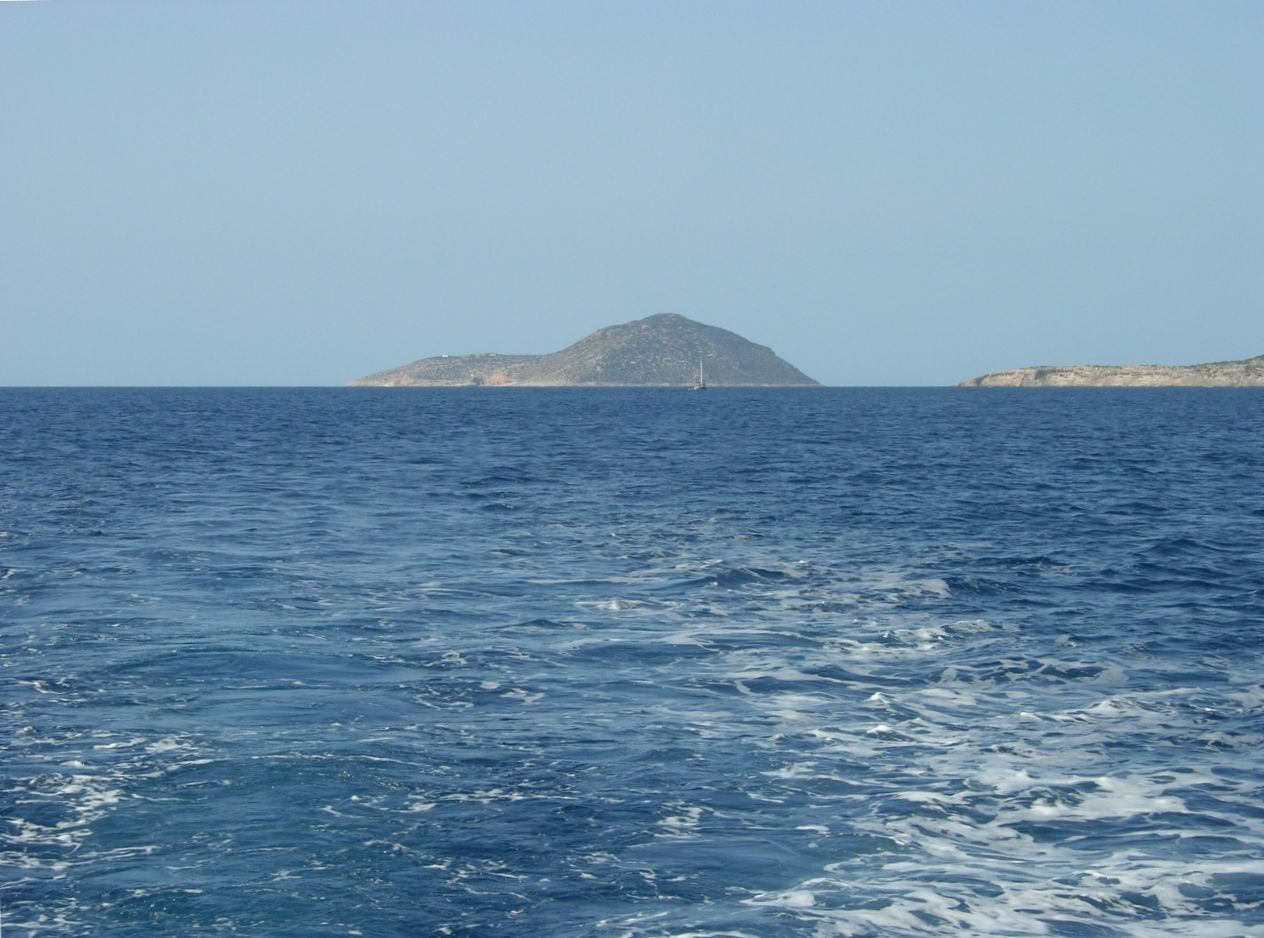
Strongyli gezien vanaf het noordoosten

Strongyli Megistis (Grieks: Στρογγυλή Μεγίστης, Turks: Çam Adası), soms ook kortweg Strongyli of Ypsili genoemd, is een Grieks eiland in de oostelijke Middellandse Zee dat ongeveer 4 kilometer ten zuidoosten van Kastelorizo/Megisti ligt. Het eiland is ongeveer 1,5 kilometer lang en tot 700 meter breed. Strongyli Megistis beslaat een oppervlak van circa 0,9 km² en heeft volgens de volkstelling van 2011 geen permanente bewoners. Het eiland is betrekkelijk vlak en is bedekt met maquis.
Strongyli Megistis is het oostelijkste grondgebied van Griekenland. Bestuurlijk gezien is het onderdeel van de gemeente Megisti/Kastelorizo. Het eiland heeft een vuurtoren, die het oostelijkst gelegen gebouw in Griekenland is. Er is tevens een vrachtkabelbaan die door het leger wordt gebruikt om goederen te vervoeren vanaf de ontschepingslocatie naar de surveillancepost op Strongyli.
Het eiland wordt in het Turks Çam Adası genoemd (‘Denneneiland’).